# Rio Aguapeí (Mato Grosso)
O rio Aguapeí é um rio do estado de Mato Grosso no oeste do Brasil. É um afluente do rio Jauru, que por sua vez é um afluente do rio Paraguai.

## Curso
O rio Aguapeí nasce no Parque Estadual da Serra de Santa Bárbara, com 120 092 hectares (300 000 acre(s)s), depois segue na direção nordeste, até encontrar o Jauru.